# Lush Life: The Music of Billy Strayhorn
Lush Life: The Music of Billy Strayhorn ist ein Jazzalbum von Joe Henderson mit Kompositionen von Billy Strayhorn. Es wurde vom 3. bis 8. September 1991 im Studio von Rudy Van Gelder in Englewood Cliffs, New Jersey aufgenommen und auf Verve Records veröffentlicht.

## Das Album
Das Erscheinen des Verve-Albums Lush Life – The Music of Billy Strayhorn läutete das Comeback des damals 55-jährigen Saxophonisten ein; Henderson hatte Mitte der 1980er Jahre lediglich durch seinen Auftritt im Village Vanguard, mitgeschnitten auf dem Doppelalbum The State of the Tenor – Live at the Village Vanguard, auf sich aufmerksam gemacht, ansonsten in wechselnden Trios, u. a. mit Charlie Haden, Rufus Reid und Al Foster gearbeitet, jedoch seit elf Jahren kein Studioalbum mehr eingespielt.

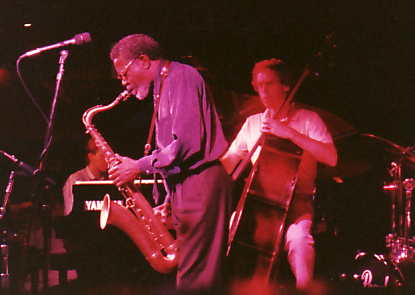
Joe Henderson

Henderson hatte in dieser Zeit mit dem Trompeter Wynton Marsalis zusammengearbeitet; daraus entstand die Verbindung mit dem Produzenten Richard Seidel, der an Henderson die Idee eines Tributalbums unter eigenem Namen herantrug. Aus der Begleitband von Betty Carter stammten der Pianist Stephen Scott und der Schlagzeuger Gregory Hutchinson. Besonderes Merkmal der Sessions war es, dass das Material für das Album nicht von einer gleich besetzten Band eingespielt wurde, sondern Henderson und seine Mitspieler Wynton Marsalis, Bassist Christian McBride sowie Scott und Hutchinson in wechselnden Besetzungen zusammengestellt wurden. So enthält Lush Life das Titelstück (eine Solodarbietung Hendersons), Duos von Henderson und McBride (Isfahan), Henderson und Stephen Scott (wie in der Ballade Lotus Blossom) und mit dem Schlagzeuger Hutchinson (Take the A-Train) und den Drawing Room Blues in Trio-Besetzung. Alle anderen Stücke wurden in Quartett- bzw. mit Wynton Marsalis in Quintett-Besetzung eingespielt; das gelungene Zusammenspiel mit dem damals knapp dreißigjährigen Trompeter etwa in Johnny Come Lately erinnerte Joe Henderson selbst an sein Quintett Anfang der 1960er Jahre mit Kenny Dorham, mit dem damals u. a. das Album Page One entstand.

## Rezeption des Albums
Das Tribut-Album Lush Life: The Music of Billy Strayhorn war sowohl bei den Kritikern als auch beim Publikum ein großer Erfolg; bis zu Hendersons Tod wurden fast 90.000 Kopien des Albums verkauft. Henderson blieb daraufhin bei Verve unter Vertrag und spielte in der Folge weitere Tribut-Alben mit der Musik von Miles Davis (So Near, So Far (Musings for Miles), 1993) und Antônio Carlos Jobim (Double Rainbow, 1995) ein. In den Jahren vor seinem Tod 2001 entstand noch ein Big-Band-Album und ein Porgy and Bess-Album.
Henderson wurde für Lush Life 1992 erstmals mit dem ersten (von drei) Grammys ausgezeichnet. Außerdem erhielt das Album den Preis der Deutschen Schallplattenkritik.
Von der Jazzkritik wurde das Album damals enthusiastisch aufgenommen; The New York Times schrieb: Lush Life sei „as close to artistic genius as jazz gets nowadays“. In einem anderen Artikel aus dem Jahr 2002 wird das Album als „perfekt produziert, durchdacht, vorsichtig experimentell und Generationen übergreifend“ bezeichnet. Die Zeitschrift Entertainment Weekly erklärte Hendersons „Originalität und schöne Seltsamkeit passten genau zu Strayhorns Kompositionen“ und stellten fest, dass Hendersons „stürmische Muskelkraft ein Gegengewicht zu Strayhorns Angst“ bilde.
All Music Guide bezeichnete das Album als sehr empfehlenswert und vergab ihm die Höchstnote.
Das Album gelangte auf #1 in den Billboard Charts in der Kategorie „Top Jazz Albums“ und blieb zwei Monate in dieser Position. Für das Titelstück Lush Life erhielt Henderson 1992 den Grammy Award als „Beste Jazz Instrumental Performance, Soloist“.

## Die Titel

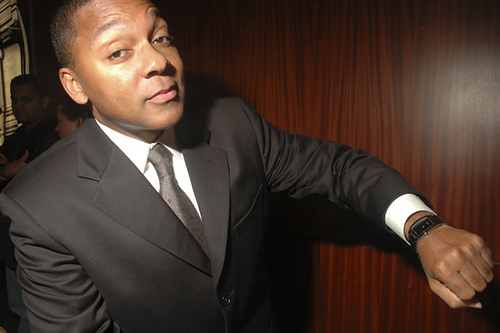
Wynton Marsalis (2004)

- Joe Henderson: Lush Life: The Music of Billy Strayhorn (Verve 511-779-2)
  1. Isfahan (Duke Ellington, Billy Strayhorn) – 5:59
  2. Johnny Come Lately – 6:30
  3. Blood Count – 7:19
  4. Rain Check – 5:54
  5. Lotus Blossom – 4:31
  6. A Flower is a Lovesome Thing – 6:58
  7. Take the A-Train – 7:11
  8. Drawing Room Blues – 7:33
  9. U.M.M.G. (Upper Manhattan Medical Group) – 5:02
  10. Lush Life – 5:03

Alle anderen Kompositionen stammen von Billy Strayhorn.

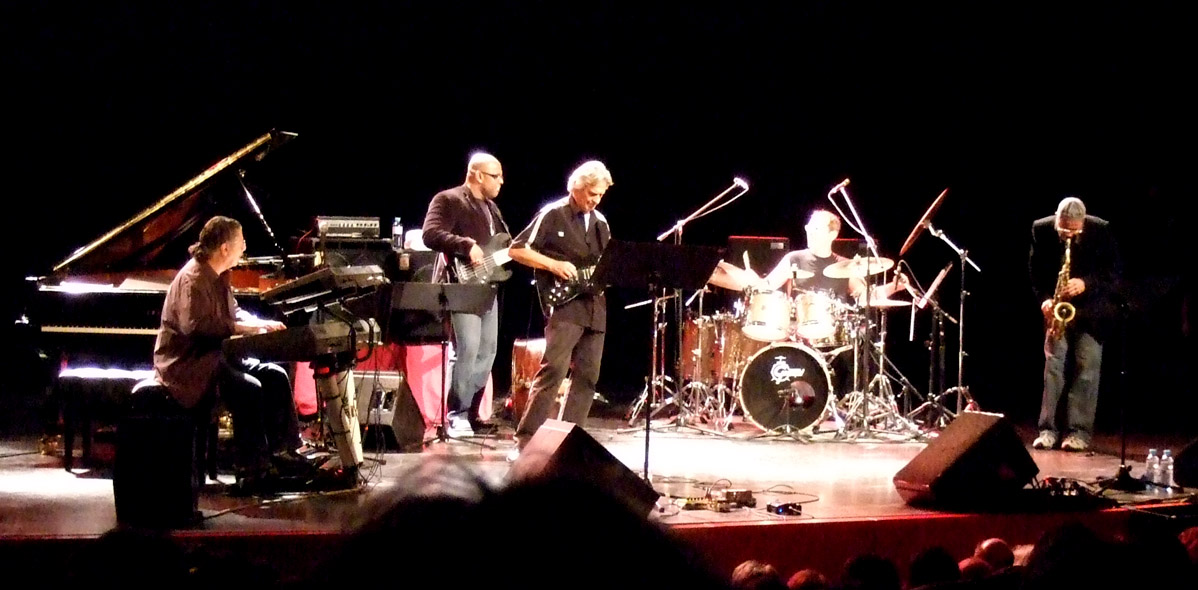
Christian McBride mit der Five Peace Band (Wien 2008)